# Inspectorul Lestrade
Inspectorul G. Lestrade este un personaj literar fictiv, un detectiv de la Scotland Yard care apare în mai multe povestiri cu Sherlock Holmes ale lui Sir Arthur Conan Doyle. Doyle a folosit numele unui prieten din perioada studenției sale la Universitatea din Edinburgh, un student la medicină originar din Sfânta Lucia cu numele de Joseph Alexandre Lestrade. În "Aventura cutiei de carton", se dezvăluie inițiala prenumelui lui Lestrade ca fiind G. Lestrade este descris ca "un bărbat slab, ca un dihor, cu o privire ascunsă și vicleană" în Un studiu în roșu și "un bărbat slab cu o față de șobolan și cu ochi negri" în "Misterul din Valea Boscombe". H. Paul Jeffers a rezumat personajul în următoarele cuvinte:

"El este cel mai faimos detectiv care a pășit vreodată pe coridoarele Scotland Yard-ului, dar a existat doar în imaginația fertilă a unui scriitor. El a fost inspectorul Lestrade. Noi nu-i cunoaștem prenumele său, ci doar inițiala sa: G. Deși apare de treisprezece ori în aventurile nemuritoare ale lui Sherlock Holmes, nu se cunoaște nimic din viața în afara Yard-ului a detectivului pe care Dr. Watson l-a descris nemăgulitor ca slăbănog, cu o față de șobolan și cu ochi negri și pe care Holmes l-a văzut ca rapid și energic, dar cu totul convențional, lipsit de imaginație și, în mod normal, de profunzime - cel mai bun dintr-un lot rău care a ajuns în vârful ierarhiei CID prin tenacitatea sa de buldog."

## Apariții încanon
| Caz                                       | Data cazului | Dara publicării | Localizare                  |
| ----------------------------------------- | ------------ | --------------- | --------------------------- |
| Un studiu în roșu                         | 1881         | 1887            | Londra                      |
| "Aventura cutiei de carton"               | 1888         | 1893            | Croydon                     |
| "Aventura burlacului nobil"               | 1888         | 1892            | Londra                      |
| "Misterul din Valea Boscombe"             | 1889         | 1891            | Herefordshire               |
| Câinele din Baskerville                   | 1889         | 1901            | Devon                       |
| "Casa pustie"                             | 1894         | 1903            | Londra                      |
| "Cea de-a doua pată"                      | 1888         | 1905            | Londra                      |
| "Constructorul din Norwood"               | 1894         | 1903            | South Norwood               |
| "Planurile Bruce-Partington"              | 1895         | 1908            | Woolwich                    |
| "Aventura lui Charles Augustus Milverton" | 1899         | 1904            | Hampstead, azi Camden       |
| "Cei șase Napoleoni"                      | 1900         | 1904            | Londra                      |
| "Cum a dispărut Lady Frances Carfax"      | 1901         | 1911            | Lausanne                    |
| "Aventura celor trei Garrideb"            | 1902         | 1924            | Middlesex, prin Tyburn Tree |

## Istoric
În presa londoneză populară, Lestrade este descris ca fiind unul dintre cei mai buni detectivi ai Scotland Yard-ului, în principal pentru că Holmes îi permite periodic să-și asume meritele pentru deducțiile sale în cazuri cum ar fi "Casa pustie" și "Constructorul din Norwood". Într-adevăr, el a fost descris deja ca un polițist respectat cu o activitate de 20 de ani în poliție înainte de Un studiu în roșu. Holmes observă că Lestrade și un alt detectiv, Tobias Gregson, au între ei o rivalitate în creștere, iar el îi identifică pe cei doi ca fiind "cei mai buni dintre toți de acolo ... ambii rapizi și energici, dar convenționali — în mod șocant chiar." Holmes a remarcat o dată în "Aventura cutiei de carton" că, deși Lestrade nu are aproape nici o abilitate în soluționarea crimelor, tenacitatea și determinarea sa l-au propulsat în cele mai înalte grade din forțele de poliție. Natura sa convențională îl face să dobândească o frustrare în creștere cu privire la metodele lui Holmes, devenind "indiferent și disprețuitor" față de explorarea detectivului în "Misterul din Valea Boscombe". În "Misterul din Valea Boscombe" și "Constructorul din Norwood", el precizează că este "un om practic" renunțând să urmărească acțiunile aparent neînsemnate ale lui Holmes. Cu toate acestea, aprecierea lui Lestrade față de metodele lui Holmes crește - probabil ca urmare a faptului că i se permite să-și asume succesele lui Holmes - până la momentul acțiunii din Câinele din Baskerville în care Watson observă "după modul respectuos în care Lestrade îl privea pe tovarășul meu că el învățase mult în timpul scurs din ziua în care eu au lucrat pentru prima oară împreună."
În plus, în ciuda unei desconsiderări față de simplitatea minții lui Lestrade, Holmes pare a avea o afecțiune pentru detectiv. În Câinele din Baskerville, Holmes îi spune dr. Watson că Lestrade că "este cel mai bun dintre profesioniști, cred", ceea ce înseamnă că Lestrade este mai bun decât orice alt detectiv profesionist de la Scotland Yard cu care a lucrat Holmes. În "Cei șase Napoleoni" se relatează că Lestrade obișnuia să-i viziteze regulat pe Holmes și Watson la locuința lor din 221B Baker Street, împărtășindu-le noutăți de la Scotland Yard și discutând cazurile sale actuale cu Holmes. La rândul său, Lestrade își dezvoltă în mod treptat o atitudine de apreciere a metodelor de lucru ale detectivului, care ajunge atât de departe încât spune la finalul povestirii sus-menționate: "Noi, cei de la Scotland Yard, nu suntem geloși pe dumneata. Nu, domnule, suntem mândri de dumneata, și dacă ai veni mâine la sediu nu ar fi niciun om, de la cei mai vechi inspectori și până la cei mai noi agenți, care să nu fie bucuros să-ți strângă mâna." Watson relatează, în treacăt, că acest mic comentariu este unul dintre puținele momente în care Holmes a fost vizibil emoționat.

## Lestrade însuși
Lestrade este destul de dificil de caracterizat ca personaj. Nerăbdarea sa față de metodele și explicațiile lui Holmes se ciocnește cu amabilitatea lui, iar nivelul său de educație apare ca deficitar. În ciuda descrierilor puțin măgulitoare realizate de Dr. Watson, Lestrade îi este agreabil acestuia, chiar și atunci când îi spune într-un mod comic lui Watson că se îndoiește de sănătatea mentală a lui Holmes în "Aventura burlacului nobil". El folosește un limbaj de bază al clasei muncitoare fără înflorituri și uneori cu cuvinte arhaice cu precum "shivered" pentru "smashed" ("Cei șase Napoleoni"); reacția sa față de un act dezgustător de omor ca "sickish" - bolnăvicioasă (Un studiu în roșu). Cel mai mare compliment adus metodelor lui Holmes a fost să le descrie ca fiind "îndemânatice".
În ciuda numelui său de familie francez (Lestrade este numele unui sat din Midi-Pyrénées, iar "l'estrade" înseamnă "platformă la înălțime"), el nu reușește să răspundă atunci când Holmes folosește citate franțuzești. Conan Doyle l-a reprezentat ca fiind un detectiv îmbrăcat bine, dar care nu ezită să se murdărească în activitatea sa. El preferă să iasă și să găsească singur dovezile decât să încerce să rezolve logic cazurile. În acest caz, el seamănă mult cu un alt inspector, Athelney Jones, pe care Holmes îl descrie în "Liga roșcaților" ca fiind "tenace ca un homar". Aspectul și stilul său contrastează mult față de cel al lui Tobias Gregson ceea ce mărește rivalitatea dintre ei. Cei doi nu au mai apărut niciodată împreună după Un studiu în roșu.

## Anomalii inexplicabile
Un lucru rar pentru acele vremuri este faptul că Lestrade are cu el un pistol, după cum se afirmă în Câinele din Baskerville. Deoarece acest lucru era aproape neconceput pentru un polițist englez, Conan Doyle a vrut să spună probabil că Lestrade îndeplinea și sarcini private pentru Sherlock Holmes. Lestrade este, de asemenea, neobișnuit prin faptul că are un picior stâng cu călcătura înăuntru, Holmes remarcând ușurința în urmărirea lui în "Misterul din Valea Boscombe": "Piciorul ăla stâng al dumitale cu călcătura înăuntru e peste tot." Examinarea fizică pentru un ofițer de poliție trebuie să fi ignorat această răsucire sau s-a introdus mai târziu, după ce Lestrade a intrat în poliție. Dr. Watson îl descrie permanent ca fiind mic de statură, dar exista o cerință de înălțime minimă pentru un polițist (5'7"). Prin 1870, înălțimea standard a crescut la 5'8", așa că el trebuie să fi fost acceptabil atunci când a devenit polițist.

## Reprezentări în adaptări și lucrări derivate
Autorul M. J. Trow a scris o serie de șaisprezece cărți folosindu-l pe Lestrade ca personaj central, începând cu The Adventures of Inspector Lestrade în 1985. În aceste povestiri, Trow îl prezintă pe Lestrade ca un detectiv mai mult decât capabil. I se dă un prenume, "Sholto", o tânără fiică pe care o vede rar și o serie de aventuri care se petrec  pe un fundal istoric. Într-o carte, Lestrade îl întâlnește pe G. K. Chesterton și într-o alta el își rupe piciorul într-o cădere de pe o pasarelă de pe RMS Titanic.
Lipsa de abilitate a lui Lestrade este adesea exagerată în adaptări, care de multe ori îl caracterizează ca fiind un idiot. În special, Dennis Hoey l-a interpretat pe Lestrade în majoritatea filmelor cu Sherlock Holmes produse de Universal Pictures și în care Basil Rathbone îl interpretează pe Holmes. În această versiune polițistul este prezentat ca un nebun manevrat de detectiv, care îi apreciază foarte mult ajutorul, mai mult decât cel oferit de doctorul Watson (Nigel Bruce). Cu toate acestea, Lestrade este un ofițer capabil, iar Holmes nu-i pune sub semnul întrebării cinstea sau dorința lui de a rezolva un caz. În cartea Sherlock Holmes:  The Man and His World de H.R.F. Keating, Keating afirmă că, în ciuda acuzațiilor lui Holmes de lipsă de spirit de observație, el cunoaște interesul lui Holmes față de lucruri ieșite din comun și folosește aceasta pentru a-i trezi interesul său, în cazul "celor șase Napoleoni". 

### Serialul produs de Granada Television
Colin Jeavons l-a interpretat pe Lestrade în toate adaptările povestirilor cu Sherlock Holmes realizate de Granada Television, începând cu "Constructorul din Norwood" în Aventurile lui Sherlock Holmes. Personajul a fost portretizat cu fidelitate ca un polițist de carieră capabil, chiar dacă lucra ușor în zadar, cu o relație înțepătoare, dar în cele din urmă afectuoasă cu Holmes - după cum se arată în dramatizarea menționată anterior a scenei "Suntem mândri de dumneata". Actorul a devenit atât de familiar în acest serial astfel că atunci când a fost indisponibil pentru "Planurile Bruce-Partington", Lestrade a fost înlocuit de un alt polițist din povestirile lui Conan Doyle, inspectorul Bradstreet. Absența lui Lestrade a fost explicată ca fiind plecat la Băile Leamington în vacanță, iar Holmes spune că speră că era cu soția lui. Aceasta este o înfrumusețare adusă canonului, pentru că Lestrade nu a fost niciodată prezentat ca fiind căsătorit sau având relații de dragoste. În alte episoade, lui Jeavons i-au fost acordate roluri care aparțineau inițial altor detectivi, cum ar fi în "Aventurile omului-maimuță" și scenele suplimentare din "The Master Blackmailer" (versiunea povestirii "Aventura lui Charles Augustus Milverton"). Lestrade a fost menționat în scenarii, chiar dacă nu a apărut propriu-zis pe ecran, subliniind relația sa strânsă cu 221B Baker Street. Portretizarea realizată de Jeavons este considerat a fi cea mai fidelă canonului. În Starring Sherlock Holmes (p. 155), David Stuart Davies a scris: "Lestrade a fost jucat cu mare succes în întreaga serie Granada de Colin Jeavons, care l-a umanizat și a îmbunătățit portretul sumar făcut inspectorului de către Doyle."

### În alte filme
- John Colicos i-a interpretat atât pe Lestrade, cât și pe profesorul Moriarty, în filmul de televiziune My Dearest Watson (1989). Colicos și Colin Jeavons sunt până în prezent singurii actori care i-au interpretat atât pe polițist, cât și pe răufăcător.
- Dennis Hoey l-a interpretat pe Lestrade în mai multe filme cu Sherlock Holmes produse de studioul Universal, cu Basil Rathbone în rolul principal.
- Archie Duncan l-a interpretat pe Lestrade în serialul TV Sherlock Holmes, produs în perioada 1954–1955 de Sheldon Reynolds și filmat în Franța.
- Patrick Newell l-a interpretat în serialul Sherlock Holmes and Doctor Watson (1980), produs de Sheldon Reynolds și filmat în Polonia. În acest serial, Geoffrey Whitehead joacă rolul lui Holmes și Donald Pickering pe cel al lui Watson.
- Borislav Brondukov l-a interpretat în toate cele cinci filme din seria sovietică Aventurile lui Sherlock Holmes și ale dr. Watson cu Vasili Livanov în rolul principal.
- Frank Finlay l-a interpretat de două ori, în A Study in Terror și Murder by Decree, ambele filme plecând de la povestiri din afara canonului, în care Sherlock Holmes investighează crimele lui Jack Spintecătorul.
- Roger Ashton-Griffths l-a interpretat pe Lestrade în Young Sherlock Holmes (1985); rezolvarea misterului i-a adus promovarea de la gradul de detectiv la cel de inspector.
- Rolul inspectorului Lestrade a fost interpretat de Terence Lodge în filmul Mâna unui criminal (1990). În acest film, profesorul Moriarty evadează chiar de sub ochii inspectorului, iar când acesta din urmă îi descrie lui Sherlock Holmes cum a decurs evadarea profesorului, detectivul cataloghează cu umor activitatea lui Lestrade: "Eficient, ca de obicei!".
- Jeffrey Jones l-a interpretat pe Lestrade în Without a Clue
- Kenaway Baker și-a făcut o scurtă apariție în rolul Lestrade în Incident at Victoria Falls
- Lestrade a fost interpretat de Peter Madden în serialul BBC din anii 1960, cu Peter Cushing în rolul lui Sherlock Holmes.
- Ronald Lacey l-a interpretat pe Lestrade în versiunea cinematografică din 1983 a romanului Câinele din Baskerville, cu Ian Richardson în rolul lui Holmes. (Lacey îi va interpreta mai târziu pe frații Sholto în producția Granada Television după romanul Semnul celor patru cu Jeremy Brett în rolul lui Holmes.)
- Donald Gee l-a interpretat pe inspectorul "Giles" Lestrade în majoritatea adaptărilor radiofonice ale canonului holmesian, realizate de BBC Radio, avându-l în rolul principal pe Clive Merrison. Adaptările radiofonice au fost difuzate începând din noiembrie 1989 cu Un studiu în roșu și terminându-se la 13 octombrie 1993 cu "Cea de-a doua pată". Stephen Thorne a preluat acest rol începând cu difuzarea la 12 ianuarie 1994 a povestirii "Cutia de carton" și terminând cu difuzarea la 29 martie 1995 a "Poveștii bătrânului fabricant de vopsea"; el a revenit în acest rol în serialul The Further Adventures of Sherlock Holmes' realizat la BBC Radio  cu difuzarea la 15 iunie 2004 a episodului "The Striking Success of Miss Franny Blossom", la 2 ianuarie 2009 a episodului "The Eye of Horus" și la 16 ianuarie 2009 a episodului "The Ferrers Documents".
- Eddie Marsan l-a interpretat în filmul  Sherlock Holmes (2009), realizat de Warner Bros. și regizat de Guy Ritchie, în care rolurile principale au fost interpretate de Robert Downey, Jr. și Jude Law. Această încarnare a lui Lestrade îi produce un nivel înalt de iritare lui Holmes, care la rândul lui îl privește pe acesta cu batjocură. Totuși, Lestrade depinde de Holmes, chemându-l la locurile crimelor și permițându-i fugarului Holmes chiar să scape din custodia poliției. El a reluat acest rol în continuarea Sherlock Holmes: Jocul umbrelor (2011).
- William Huw îl portretizează pe Lestrade în filmul apărut direct pe DVD Sherlock Holmes (2010) realizat de Asylum. În acest film, Lestrade nu pare să-l recunoască pe Watson (Gareth David Lloyd), și de multe ori își asumă realizările lui Holmes. El devine implicat în urmărirea unui geniu criminal numit "Spring-Heeled Jack", care utilizează mai multe creaturi mecanice pentru a comite infracțiuni în Londra.
- În serialul BBC Sherlock (2010), inspectorul Greg Lestrade este interpretat de Rupert Graves. Acțiunea serialului se petrece în Londra contemporană, cu Lestrade apelând la Holmes în calitate de consultant în cazurile dificile. Cele două personaje par a avea o relație de lucru complexă. Unii dintre ofițerii lui Lestrade (de exemplu, sergentul Sally Donovan (Vinette Robinson) și Anderson (un membru al echipei de criminalistică)) sunt în mod deschis ostili lui Holmes și protestează față de implicarea acestuia în anchete. Cu toate acestea, Lestrade însuși oscilează între respectul pentru abilitățile intelectuale ale lui Holmes și supărarea față de relațiile sociale ale detectivului. Ambii fac lucruri pentru a se enerva reciproc, dar respectul lui Lestrade și credința generală în Sherlock este, probabil, cel mai bine demonstrată în afirmația sa că "Sherlock Holmes este un om mare și, într-o zi, dacă suntem foarte, foarte norocoși, el ar putea fi chiar unul bun." În The Hounds of Baskerville, Lestrade este abordat de către Watson ca Greg (un joc evident cu referire la Gregory House). Sherlock crede că acesta este un pseudonim pentru a-l spiona pe el pentru Mycroft, dar Lestrade spune că Sherlock nu s-a deranjat să-l întrebe. În The Reichenbach Fall, atunci când Holmes este încadrat de Moriarty ca o fraudă, Lestrade își exprimă neîncrederea în această idee, în ciuda dovezilor, și este mai târziu una din trei persoane - alături de John Watson și doamna Hudson - care sunt amenințate de ucigașii angajați de Moriarty, Moriarty declarând că Lestrade, John și doamna Hudson sunt cei mai apropiați oameni de Sherlock Holmes.

## Alte apariții
- Inspector Lestrade[3] este un joc online de puzzle logic realizat de Everett Kaser Software.

- În romanul de istorie alternativă Anno Dracula, Lestrade devine unul dintre vampirii născuți în timpul domniei Prințului Consort și este desemnat ca unul dintre anchetatorii criminalului cunoscut sub porecla "Silver Knife" (care este, de fapt, John Seward).

- Lestrade este menționat puțin în The League of Extraordinary Gentlemen, Volume I.

- Lestrade este un personaj recurent în versiunile Moonstone Books ale aventurilor lui Sherlock Holmes, cu diferite grade de competență. Discursul său "Suntem mândri de dumneata" este adaptat pentru o scenă din ziua de naștere a lui Holmes în "Return of the Devil."

- În emisiunea TV Sherlock Holmes in the 22nd Century unul dintre personajele principale a fost inspectorul Beth Lestrade, o descendentă a inspectorului care este destul de eficientă în felul ei și care a moștenit jurnalele doctorului Watson.

- În serialul comic "Bat Attack/The Ballad of Reading Gaol" de la DWAM, Lestrade este ajutat într-un caz de Tenth Doctor și Rose Tyler.

- Un motor de căutare, Inspector Lestrade, este utilizat de MacIntosh, ca un "metacăutător rapid și ușor."[4]

- "The Inspector Lestrade Award" este un termen folosit din ce în ce mai mult pe panourile de mesaje pentru o persoană care este "aproape corectă". El este întâlnit pe zdnet și pe forumul "Bad Astronomy and the Universe Today"[5]

- Compania Peterson Pipes are o serie de pipe Sherlock Holmes realizate manual cu argint. În colecție se află și două pipe Lestrade.[6]

- El apare în seria de cărți The Boy Sherlock Holmes ca fiu al unui inspector cu față de dihor cu același nume care îi displace foarte mult lui Sherlock.

- În romanul The Canary Trainer, Sherlock Holmes folosește numele "Inspector Lestrade" ca un pseudonim în timpul cercetărilor efectuate incognito asupra fantomei de la Opera din Paris.

- Apare ca personaj nejucător în jocul video de aventuri Sherlock.